# Francfort-sur-l'Oder
Pour les articles homonymes, voir Francfort (homonymie).
Francfort-sur-l'Oder (en allemand : Frankfurt (Oder) /ˈfʁaŋkfʊɐ̯t ˈʔoːdɐ/, ou Frankfurt an der Oder, en sorabe : Frankobrod) est une ville allemande du Land de Brandebourg. Elle est située sur les rives de l’Oder, en face de la ville polonaise de Słubice, qui en faisait historiquement partie avant les changements de frontières à la suite de la Seconde Guerre mondiale. La ville, berceau du poète Heinrich von Kleist, accueille l'université européenne Viadrina fondée en 1991.

## Géographie
Francfort se trouve à la frontière orientale d'Allemagne, déterminée par la ligne Oder-Neisse adoptée lors de la conférence de Potsdam en 1945. La ville voisine de Słubice, au-delà du fleuve Oder, est issue de l'ancien faubourg oriental (Dammvorstadt) de la cité.
La ville est divisée en 5 quartiers (Stadtteile) :
- Innenstadt
- Beresinchen
- Nord
- West
- Süd

## Histoire
| Appartenances historiques Duché de Silésie 1138-1173 Duché de Breslau 1173-1210 Duché de Grande-Pologne 1210-1241 Duché de Lubusz 1241-1249 Marche de Brandebourg 1249-1806 Royaume de Prusse (province de Brandebourg) 1806–1871 Empire allemand 1871–1918 République de Weimar 1918–1933 Reich allemand 1933–1945 Allemagne occupée 1945–1949 République démocratique allemande 1949–1990 Allemagne 1990–présent |

Au début du XIIIe siècle, pendant l'optimum climatique médiéval avec une hausse des niveaux d'eau, un village de marchands allemands (« Francs ») commença à se former au sud de Lebus près d'un gué (Furt) du fleuve Oder. Durant cette période, la région appartint au duché de Silésie et le duc Henri Ier le Barbu, de la dynastie Piast, attribua à Francfort le droit d'organiser des marchés en 1225. Une première église paroissiale, dédiée au saint Nicolas, est évoquée en 1226. Vers l'an 1249/1250, le pays de part et d'autre de l'Oder a dû être cédé aux margraves Jean Ier et Othon III de Brandebourg, de la maison d'Ascanie. Le 12 juillet 1253, Jean concéda à Vrankenforde le droit urbain de Magdebourg. La tentative du roi Ladislas Ier de Pologne de reconquérir la « Nouvelle Marche » a échoué  en 1328.

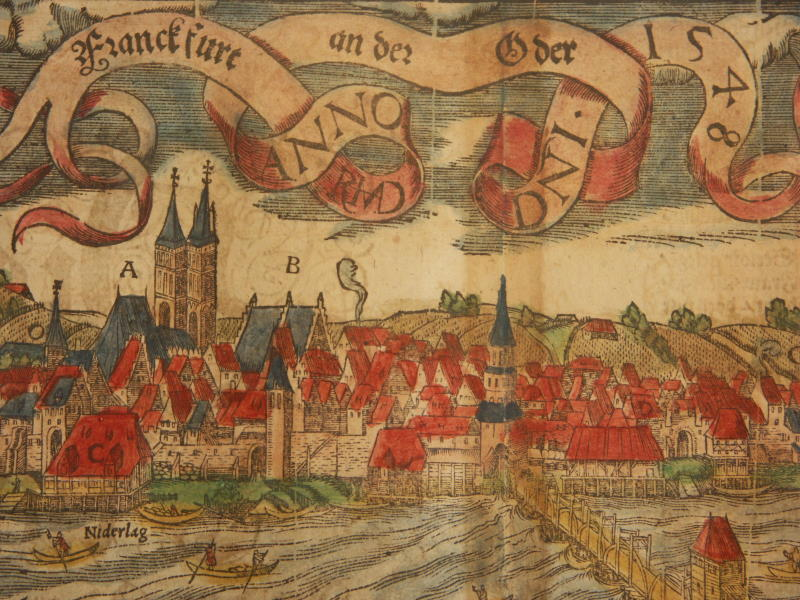
Vue de Francfort, un extrait de la Cosmographia (1544) de Sebastian Münster.

Depuis le XVe siècle, Francfort fut membre de la ligue Hanséatique appartenant au Hansetag. Les hussites ont assiégé la ville en 1432. En 1506, l'université brandebourgeoise de Francfort, fondée par l'électeur Joachim Ier Nestor de Brandebourg et son frère Albert, a ouvert ses portes; parmi les étudiants Ulrich von Hutten. Pendant la Réforme protestante de nombreux élèves quittent Francfort pour poursuivre ses études à l'université de Wittemberg. En 1518, la ville a mis fin à la collaboration avec la Hanse à la demande de l'électeur Joachim Nestor.
Pendant la guerre de Trente Ans, Francfort a été dévastée par les troupes d'Ernst von Mansfeld en 1626. L'électeur Georges-Guillaume Ier a ordonné l'installation d'une armée de défense, le précurseur de l'armée prussienne. Les commandants des armées impériales, Albrecht von Wallenstein et Jean t'Serclaes de Tilly, étaient dans la ville; néanmoins, ils se retirèrent avant que les forces suédois du roi Gustave II Adolphe ont pillé la cité le 3 avril 1631. Après la guerre, des savants comme le médecin Bernhard Albinus et son fils Bernhard Siegfried Albinus, ainsi que Samuel von Cocceji, le musicien Carl Philipp Emanuel Bach et le philosophe Alexander Gottlieb Baumgarten ont davantage attiré l'attention sur la ville universitaire.
C'est le 18 octobre 1777 que naît Heinrich von Kleist, écrivain et poète qui deviendra certainement la personnalité originaire de la ville la plus célèbre.
En 1811, l'université ferme, et est transférée à Breslau (aujourd'hui Wroclaw, en Pologne).
Le 23 avril 1945, la ville est prise par l'Armée soviétique. Le centre-ville est réduit à l'état de ruine, et Francfort intègre la zone d'occupation soviétique, qui deviendra la RDA en 1949.
Entre 1946 et 1950, la ville devient un lieu de passage important pour les prisonniers de guerre de retour au pays et les allemands expulsés des anciennes provinces orientales devenues polonaises ou russes (comme la Silésie ou la Prusse orientale).
En 1952, Francfort devient capitale d'un district (Bezirk) portant son nom.
En 1958, une fonderie ouvre: elle deviendra un des employeurs majeurs de la ville, comptant jusqu'à 8000 travailleurs.
En 1989, l'allemagne de l'est est secouée par des manifestations pour la démocratie et la chute du rideau de fer. Francfort ne fait pas exceptions, et ce sont 35 000 personnes qui sortent dans la rue le 1er novembre.
En 1991, un an après la réunification, l'université européenne Viadrina est fondée, 180 ans après le transfert à Breslau de l'ancienne université.

## Démographie
- Développement de la population dans les limites actuelles. Ligne bleue : population ; ligne pointillée : comparaison avec le développement de Brandebourg. Fond gris : période du régime nazi ; fond rouge : période du régime communiste.
- Évolution récente (ligne bleue) et prévisions sur l'effectif de résidents

| Année | Population |
| ----- | ---------- |
| 1875  | 43 491     |
| 1890  | 50 108     |
| 1910  | 59 905     |
| 1925  | 62 044     |
| 1933  | 65 717     |
| 1939  | 66 962     |
| 1946  | 54 153     |
| 1950  | 55 514     |
| 1964  | 60 163     |
| 1971  | 64 484     |

| Année | Population |
| ----- | ---------- |
| 1981  | 81 009     |
| 1985  | 85 593     |
| 1989  | 87 126     |
| 1990  | 86 171     |
| 1991  | 85 357     |
| 1992  | 84 937     |
| 1993  | 83 850     |
| 1994  | 82 323     |
| 1995  | 80 807     |
| 1996  | 79 784     |

| Année | Population |
| ----- | ---------- |
| 1997  | 77 891     |
| 1998  | 75 710     |
| 1999  | 73 832     |
| 2000  | 72 131     |
| 2001  | 70 308     |
| 2002  | 68 351     |
| 2003  | 67 014     |
| 2004  | 65 242     |
| 2005  | 63 748     |
| 2006  | 62 594     |

| Année | Population |
| ----- | ---------- |
| 2007  | 61 969     |
| 2008  | 61 286     |
| 2009  | 60 625     |
| 2010  | 60 330     |
| 2011  | 59 063     |
| 2012  | 58 537     |
| 2013  | 58 018     |
| 2014  | 57 649     |
| 2015  | 58 092     |
| 2016  | 58 193     |

| Année | Population |
| ----- | ---------- |
| 2017  | 58 237     |
| 2018  | 57 873     |
| 2019  | 57 751     |
| 2020  | 57 015     |

## Ville universitaire internationale
L'université européenne Viadrina se situe à Francfort-sur-l'Oder, laquelle mis à part des étudiants allemands (60 %) et polonais (30 %) compte une importante minorité d'étudiants de tous les pays de l'Union européenne (10 %).

## Économie
À Francfort-sur-l'Oder se trouve l'une des deux brasseries du groupe allemand TCB, qui produit la bière Frankfurter et a racheté la brasserie lorraine de Champigneulles aux brasseries Kronenbourg en 2006.

## Personnes liées à la ville

### A
- Bernhard Siegfried Albinus (1697-1770), médecin

### B
- Carl Philipp Emanuel Bach (1714-1788), compositeur et organiste, un étudiant à l'Université de Francfort
- Alexander Gottlieb Baumgarten (1714-1762), philosophe, professeur à l'Université de Francfort
- Gottfried Benn (* 1886; † 1956), poète
- Ludwig Berger (* 1777; † 1839), compositeur, pianiste et professeur de piano

### H
- Joachim Hansen (1930-2007), acteur
- Erich Hoepner (1886-1944), officier ayant participé à la tentative de coup d'État du 20 juillet 1944 contre Adolf Hitler en poste à Francfort
- Alexander von Humboldt (1769-1859), naturaliste, un étudiant à l'Université de Francfort
- Wilhelm von Humboldt (1767-1835), érudit et homme d'État, un étudiant à l'Université de Francfort
- Ulrich von Hutten (1488-1523), humaniste, un étudiant à l'Université de Francfort

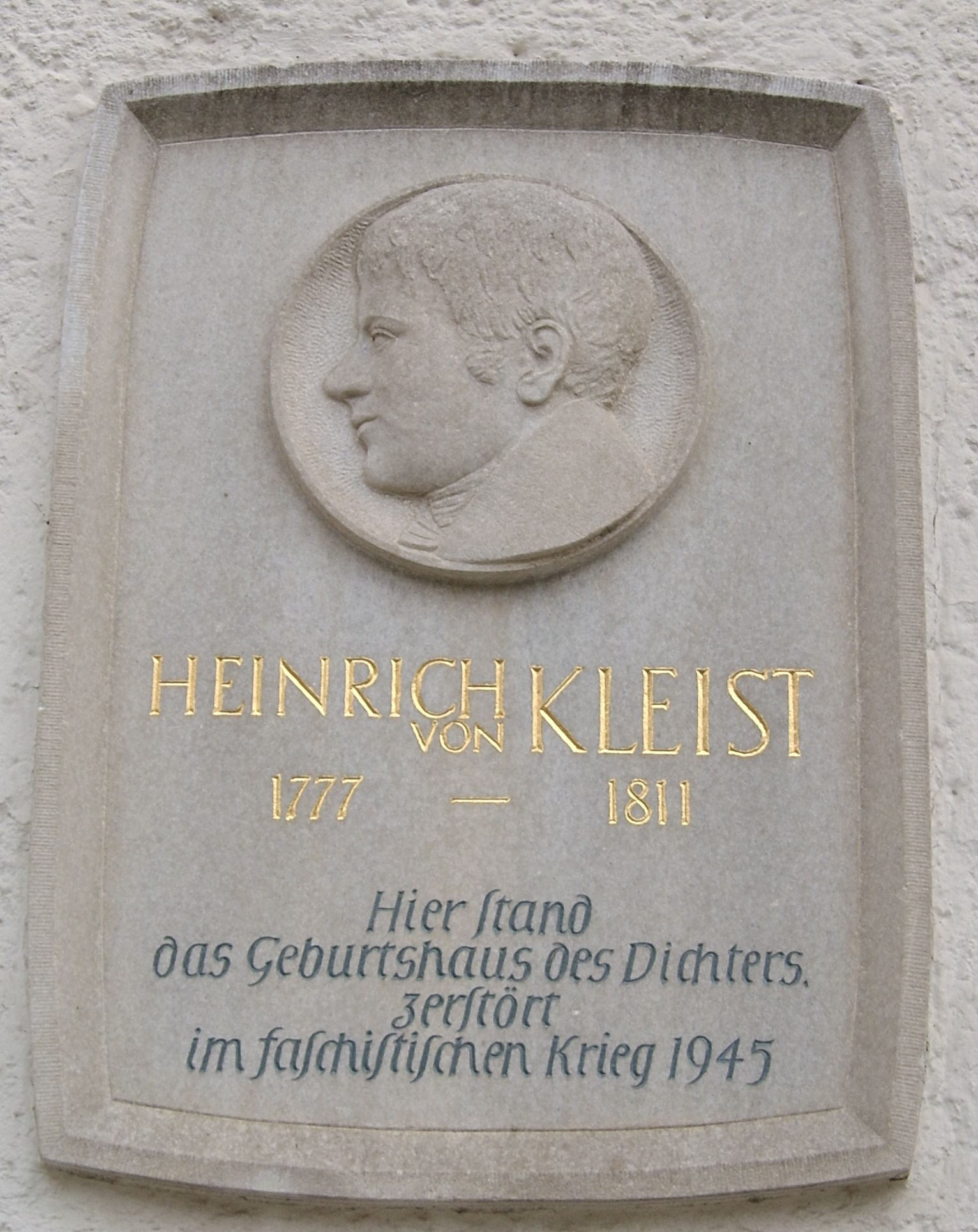
Plaque apposée sur la maison natale de Heinrich von Kleist, à Francfort-sur-l'Oder.

### K
- Klabund (Alfred Henschke) (1890-1928), poète, élève du secondaire à Francfort
- Ewald Christian von Kleist (1715-1759), poète, représentant du siècle des Lumières, mortellement blessé à la bataille de Kunersdorf)
- Heinrich von Kleist (1777-1811), écrivain allemand
- Klaus Köste (1943-2012), gymnaste, champion olympique
- Johann Georg Krünitz (1728-1796), encyclopédiste, lexicographe, scientifique, médecin, et praticien à Francfort

### L
- Günter Gerhard Lange (1921-2008), Typographe
- Friedrich Loeffler (* 1852 in Frankfurt; † 1915), médecin, père de la virologie

### M
- Henry Maske (1964), boxeur, citoyen d'honneur de Francfort
- Thomas Müntzer (1490-1525), pasteur et chef de la révolte des paysans, étudiant à l'Université de Francfort

### O
- Martin Opitz (1597-1639), poète, diplomate et universitaire, un étudiant à l'Université de Francfort

### P
- Karl Peter (1870-1955), médecin
- Victor von Podbielski (1892–1945), bourgmestre de Francfort-sur-l'Oder
- Michael Praetorius (1571-1621), compositeur, théoricien de la musique, rédacteur en chef et organiste à Francfort
- Robert Viktor von Puttkamer (1828-1900), homme d'État prussien

### R
- Hubert von Rebeur-Paschwitz (1863-1933), amiral

### S
- Heinrich Seilkopf (1895-1968), météorologue qui donna le nom de courant-jet au phénomène découvert plus tôt par le météorologue japonais Ōishi Wasaburō
- Gesine Schwan (1943), ancien président de l'Université européenne Viadrina
- Manuela Schwesig (1974), ministre des Affaires sociales et de santé dans le Mecklembourg-Poméranie-Occidentale
- Daniel Stendel (1974), joueur de football

### T
- Christian Thomasius (* 1655; † 1728), juriste et philosophe allemand

### V
- Bernward Vesper (1938-1971), écrivain

### W
- Hermann Weingärtner (1864-1919), champion olympique aux Jeux Olympiques de 1896
- Anton von Werner (1843-1915), peintre
- Jodocus Willich (1501-1552), médecin et humaniste allemand de la Renaissance
- Hellmuth Wolff (1876-1961), économiste

### Z
- Hans Joachim von Zieten (1699-1786), enseigne militaire du régiment de Prusse stationné à Francfort
- Heinrich Zschokke (1771-1848), journaliste, enseignant, homme politique et poète

## Villes jumelées
- Gorzów Wielkopolski (Pologne)
- Heilbronn (Allemagne)
- Nîmes (France)
- Słubice (Pologne)
- Vantaa (Finlande)
- Vitebsk (Biélorussie)
- Yuma (États-Unis)

## Galerie

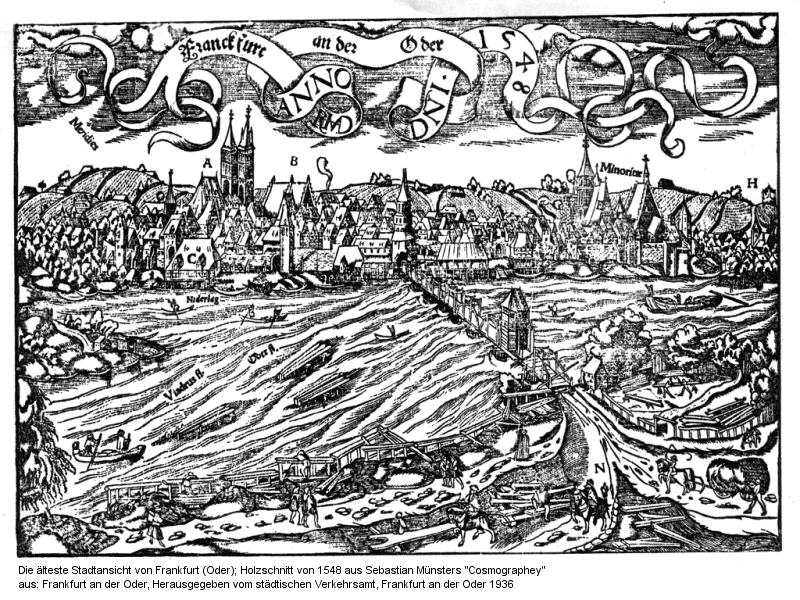
Vue de Francfort-sur-l'Oder par Sebastian Münster, 1548
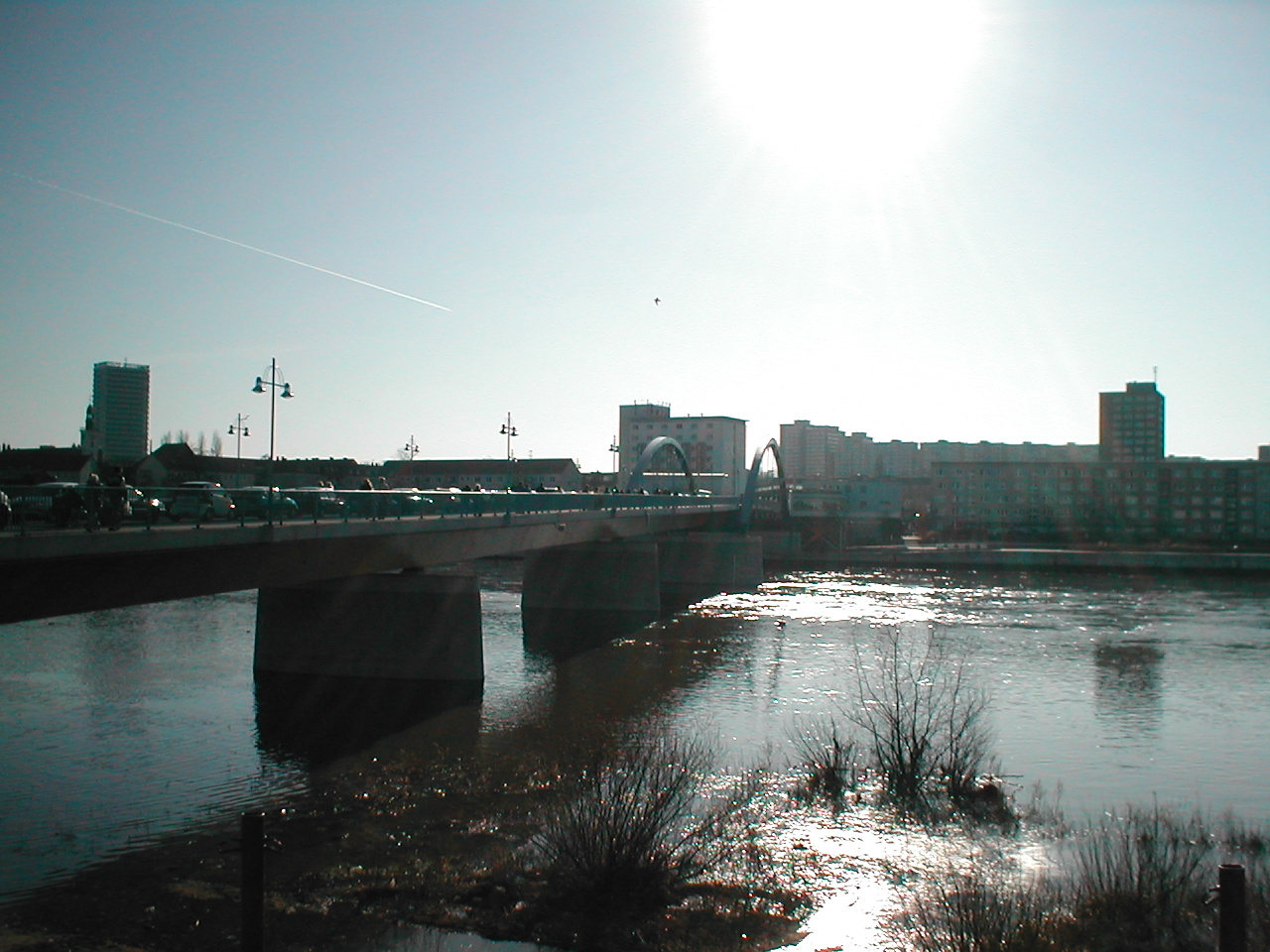
Pont sur l'Oder
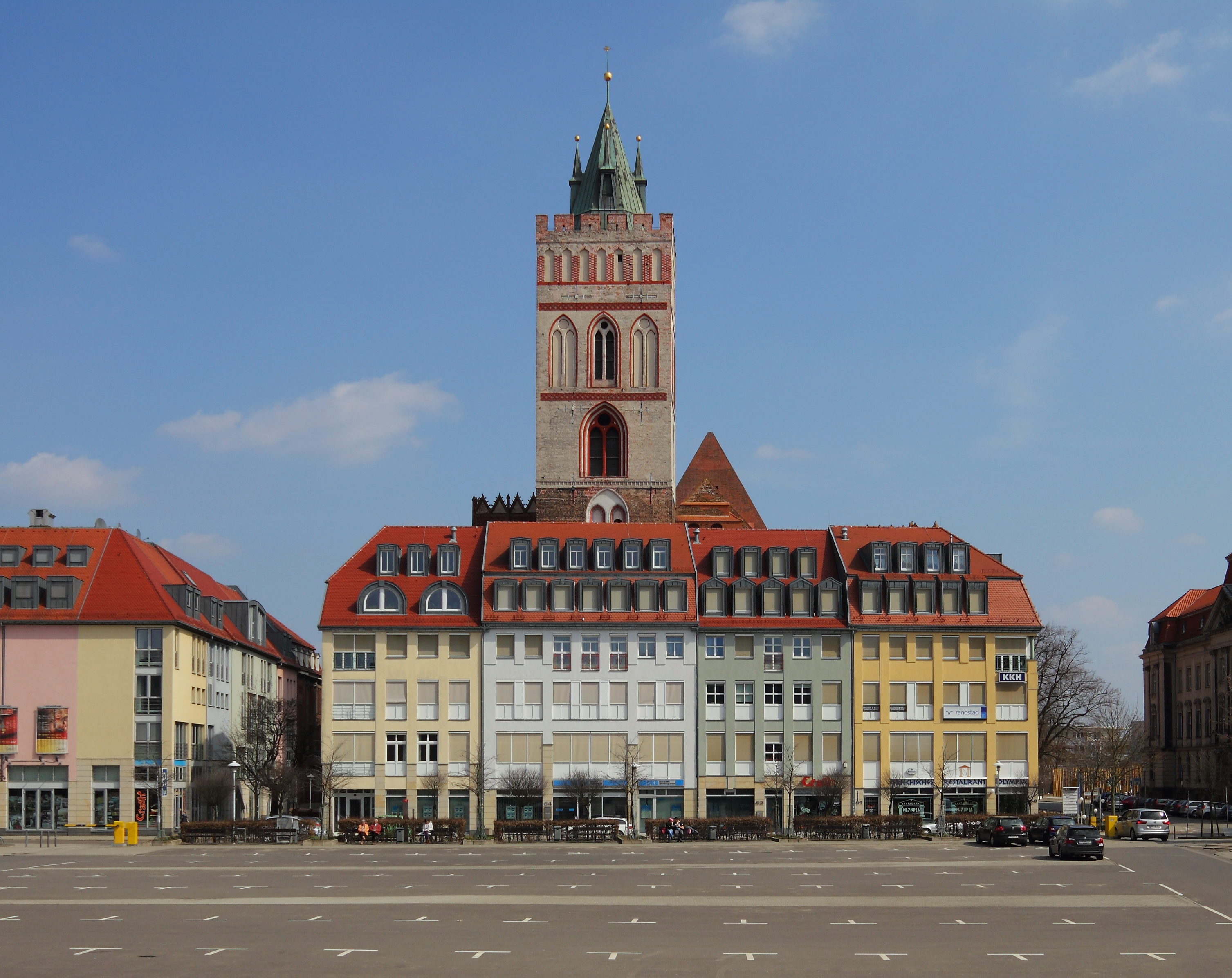
Marienkirche
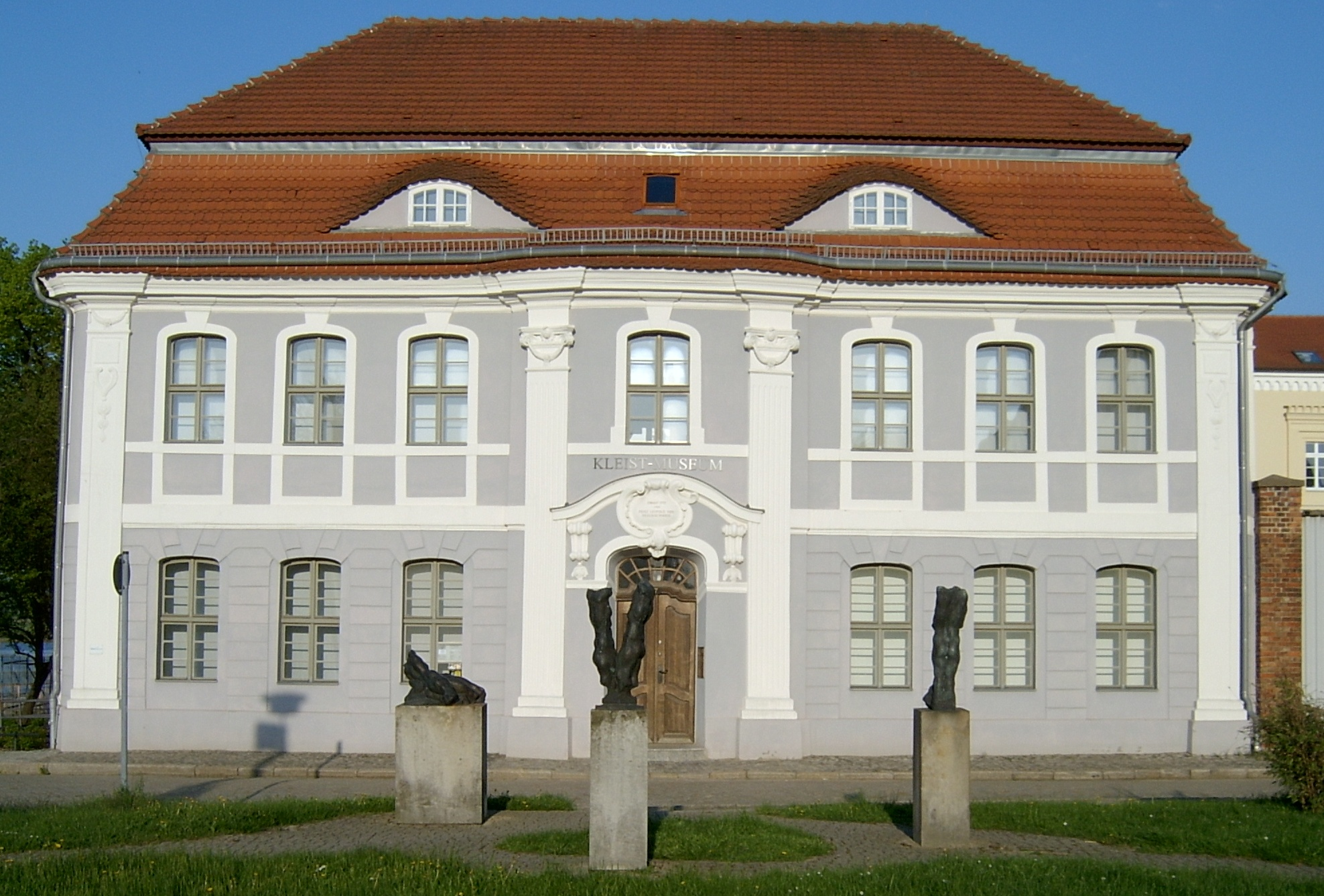
Le musée Kleist
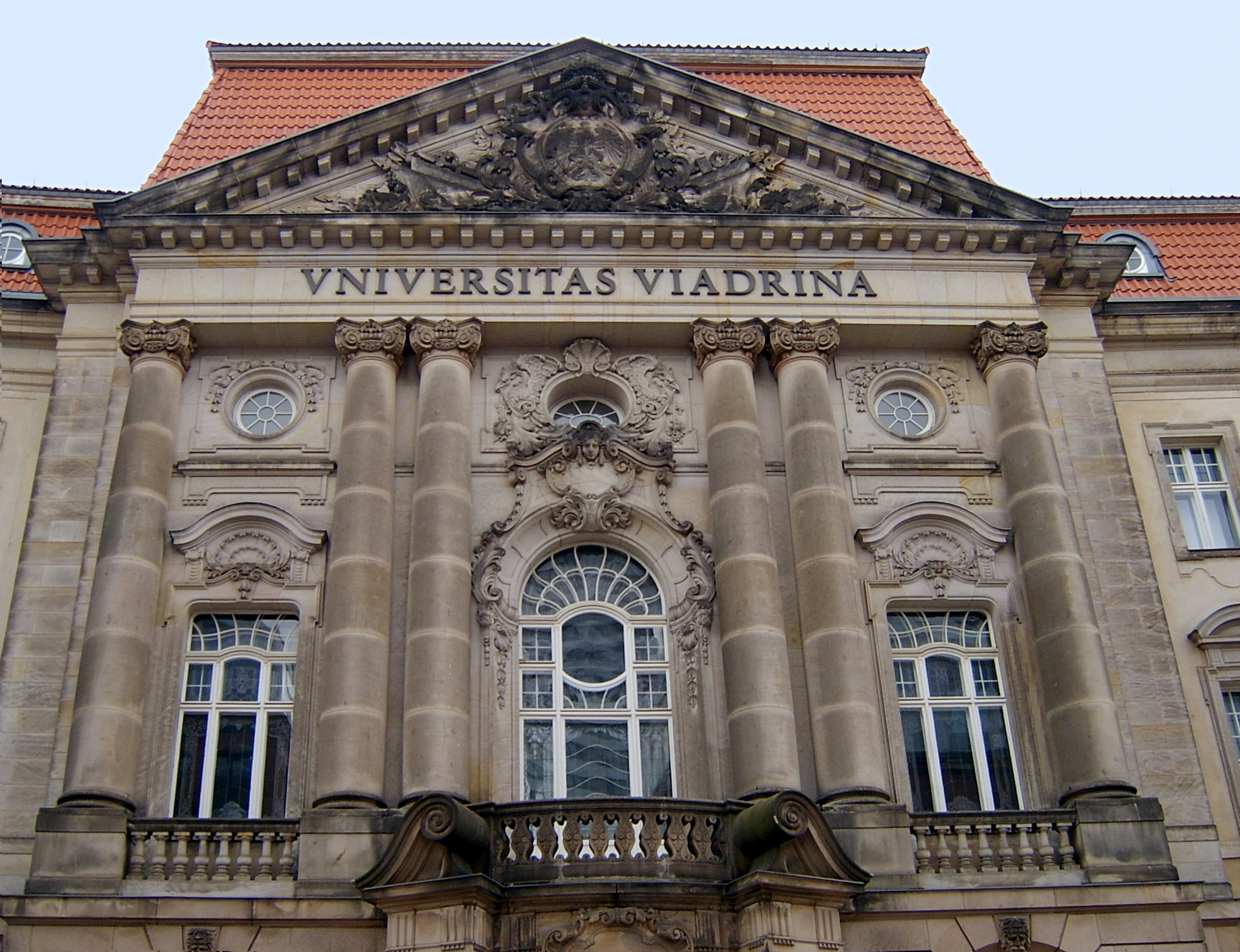
L'université européenne Viadrina
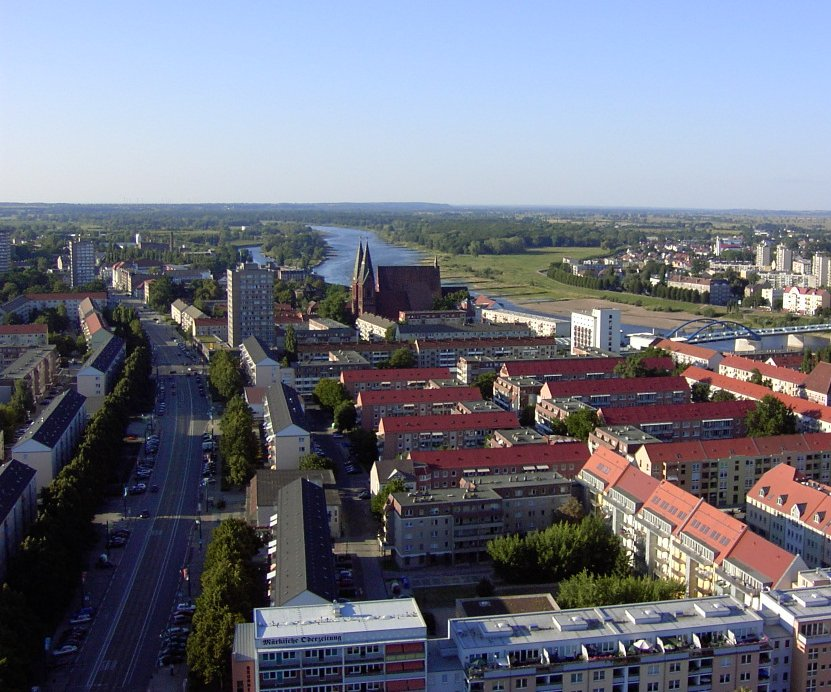
Francfort-sur-l'Oder
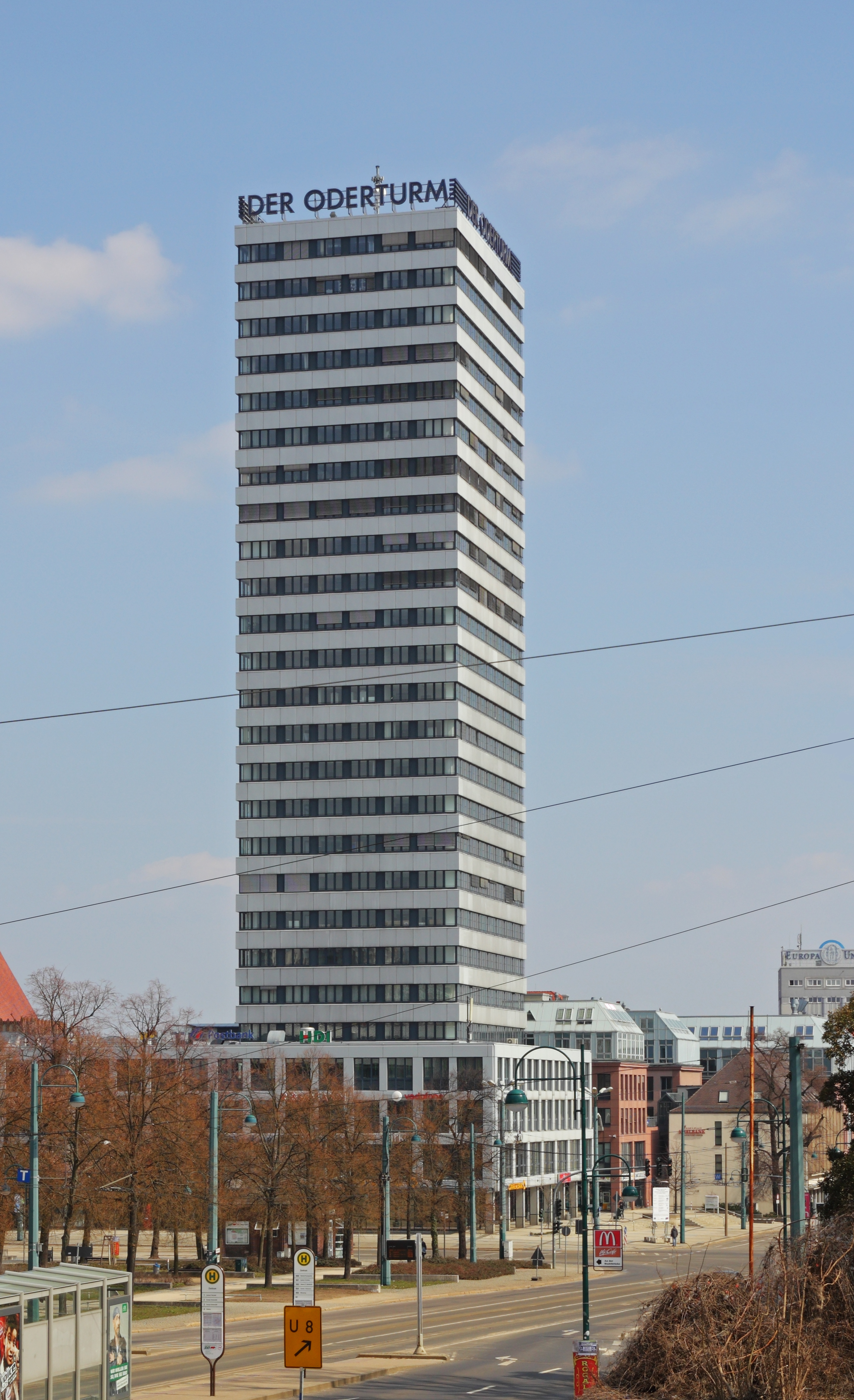
Oderturm, tour de 25 étages datant de la RDA.
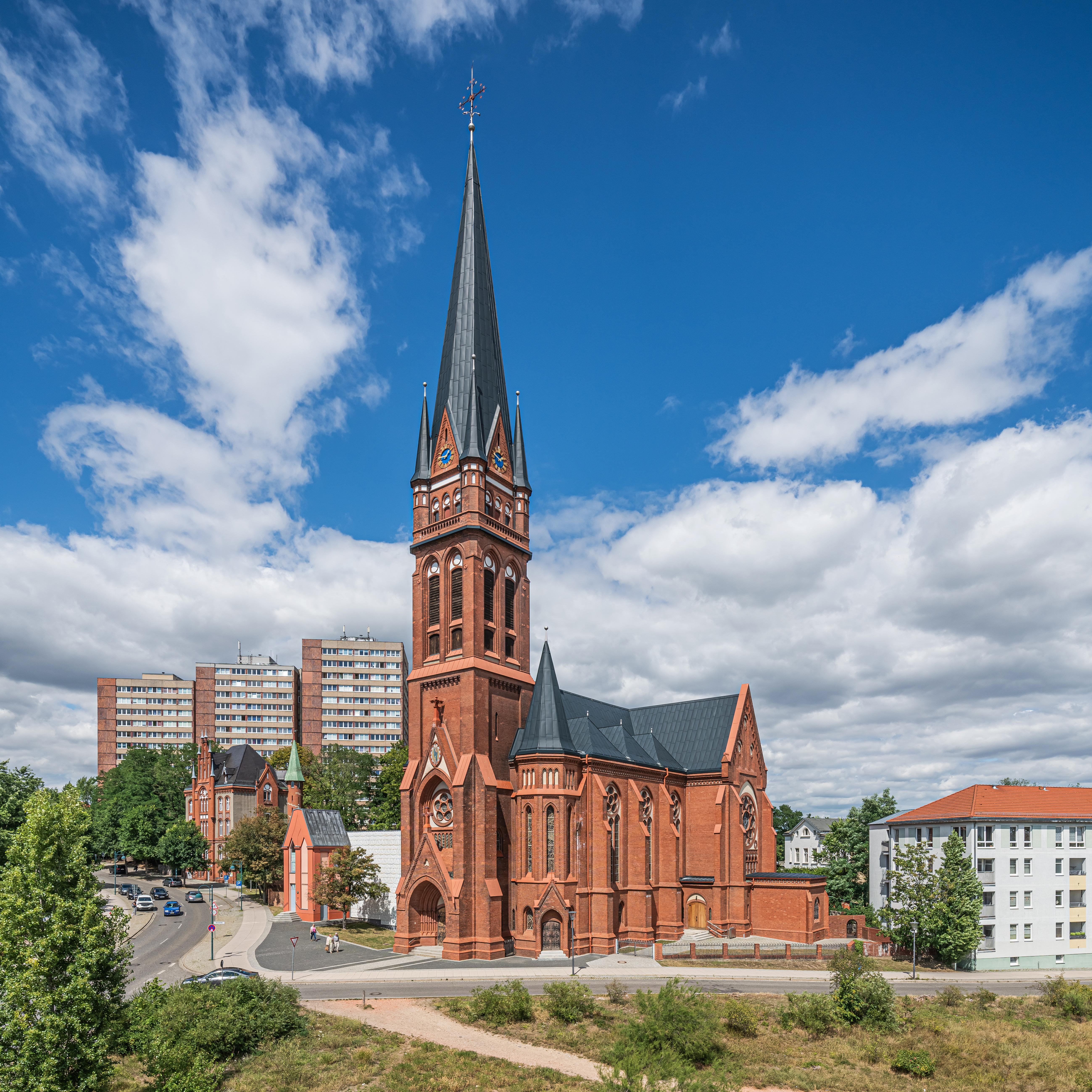
Heilig-Kreuz-Kirche (Frankfurt (Oder)) (de). Juillet 2022.